# 弗龙莱滕附近施雷姆斯
弗龙莱滕附近施雷姆斯（德語：Schrems bei Frohnleiten）是奥地利施蒂利亚州格拉茨城郊县的一个市镇。总面积19.25平方公里，总人口586人，人口密度30.4人/平方公里（2005年）。